# Festuca subulifolia
Festuca subulifolia är en gräsart som beskrevs av George Bentham. Festuca subulifolia ingår i släktet svinglar, och familjen gräs. Inga underarter finns listade i Catalogue of Life.